# Kolinskyfell

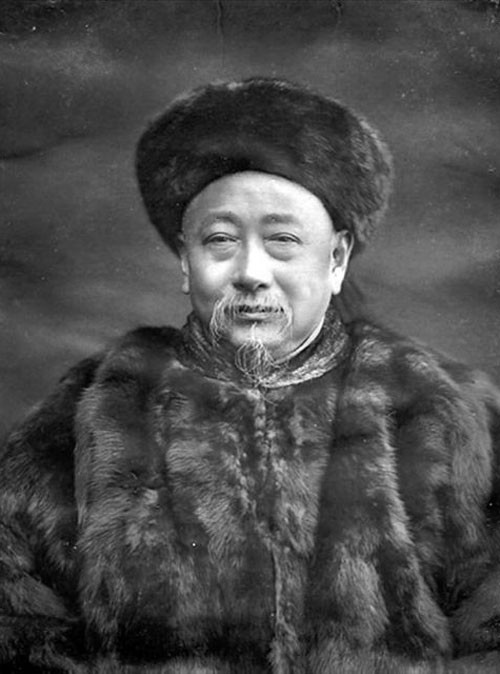
Guo Songtao, mit Kolinskypelz und -mütze (vor 1891)

Der Artikel behandelt die Felle und Fellprodukte des Kolinsky (Kolinski) oder Kolonok und des Solongoi oder Altaiwiesels.
Die im Pelzhandel selten noch auftauchenden Namen für Erzeugnisse aus Kolinskyfell sind irreführend: Sibirischer Nerz, Chinesischer Nerz, Japanischer Nerz, Koli-Nerz, daneben auch Feuermarder, Erdmarder oder Tartarischer Marder. Weder weist die Haarstruktur auf ein Wassertier hin noch ähnelt die Lebensweise des Kolinsky dem des Nerzes. Ältere Bezeichnungen sind Kalinken-, Kulonki-, auch Kolänka-, Karlinken- und Kolinkenfelle.
Seit dem 15. April 1967 sind nach den RAL-Bestimmungen im Handel, neben Kolinsky, nur noch die Namen Chinesisches Wiesel und Japanisches Wiesel zulässig.
Die Felle waren bis in die neuere Zeit in den Ländern und Gebieten besonders gefragt, in denen Gelb als Farbe des Staates und der Macht besonderen Rang hatte. Sie bildeten einen bedeutenden Artikel des Pelzhandels in China, der Mandschurei und der Türkei. In westlichen Ländern fand die rötlichgelbe Farbe weniger Anklang, so dass die Felle hier fast immer vor der Endverarbeitung gefärbt wurden. Neben der Fellverwertung wurden früher, auch heute noch in geringem Umfang, die Haare des buschigen Schweifes zu feinen Malerpinseln verarbeitet. Die natürliche Elastizität, die Feinheit und die große Farbaufnahme der schuppigen Haaroberfläche macht das Haar anderen Materialien überlegen.
Aufgrund seiner Seltenheit spielte das Kolinskyfell pelzwirtschaftlich jedoch keine wesentliche Rolle. Das Washingtoner Artenschutzübereinkommen CITES führt diese Art in Appendix III der Übereinkunft. Sie wird damit als eine in Indien mit besonderen Handelsbestimmungen versehene Art bezeichnet. Die Europäische Union beurteilt sie in der EU-Artenschutzverordnung (EG) Nr. 338/97 bzw. in der Änderung durch EG-Verordnung 407/2009 Anhang D als Art, deren Einfuhrmenge in die Europäische Union eine Handelsüberwachung rechtfertigt.
Die in der Zoologie beschriebenen Unterarten des Feuermarders lassen sich nicht mit den im Pelzhandel üblichen Benennungen in Übereinstimmung bringen.

## Kolinsky (Kolonok)

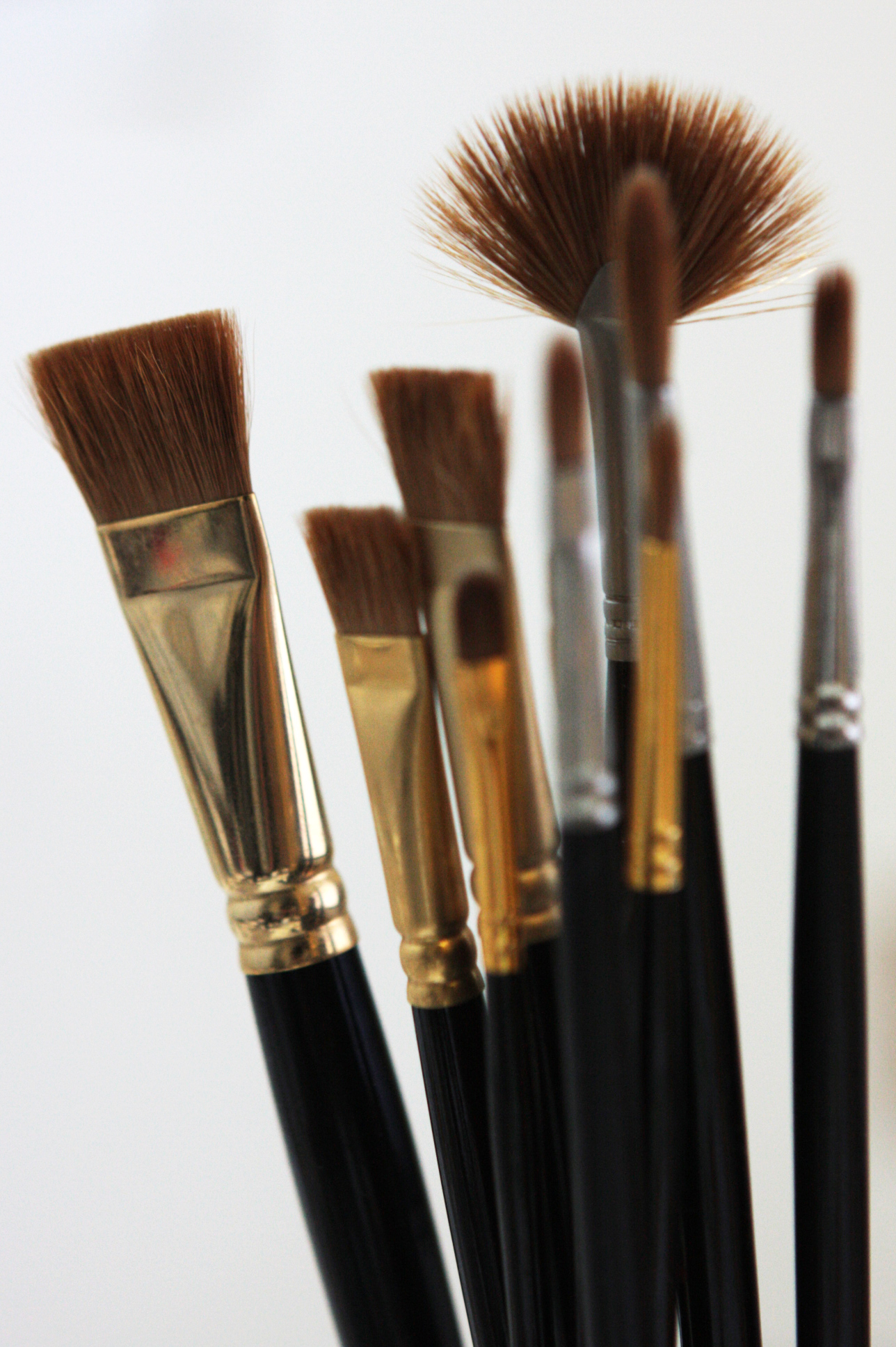
Pinsel aus Kolinskyschweifhaaren

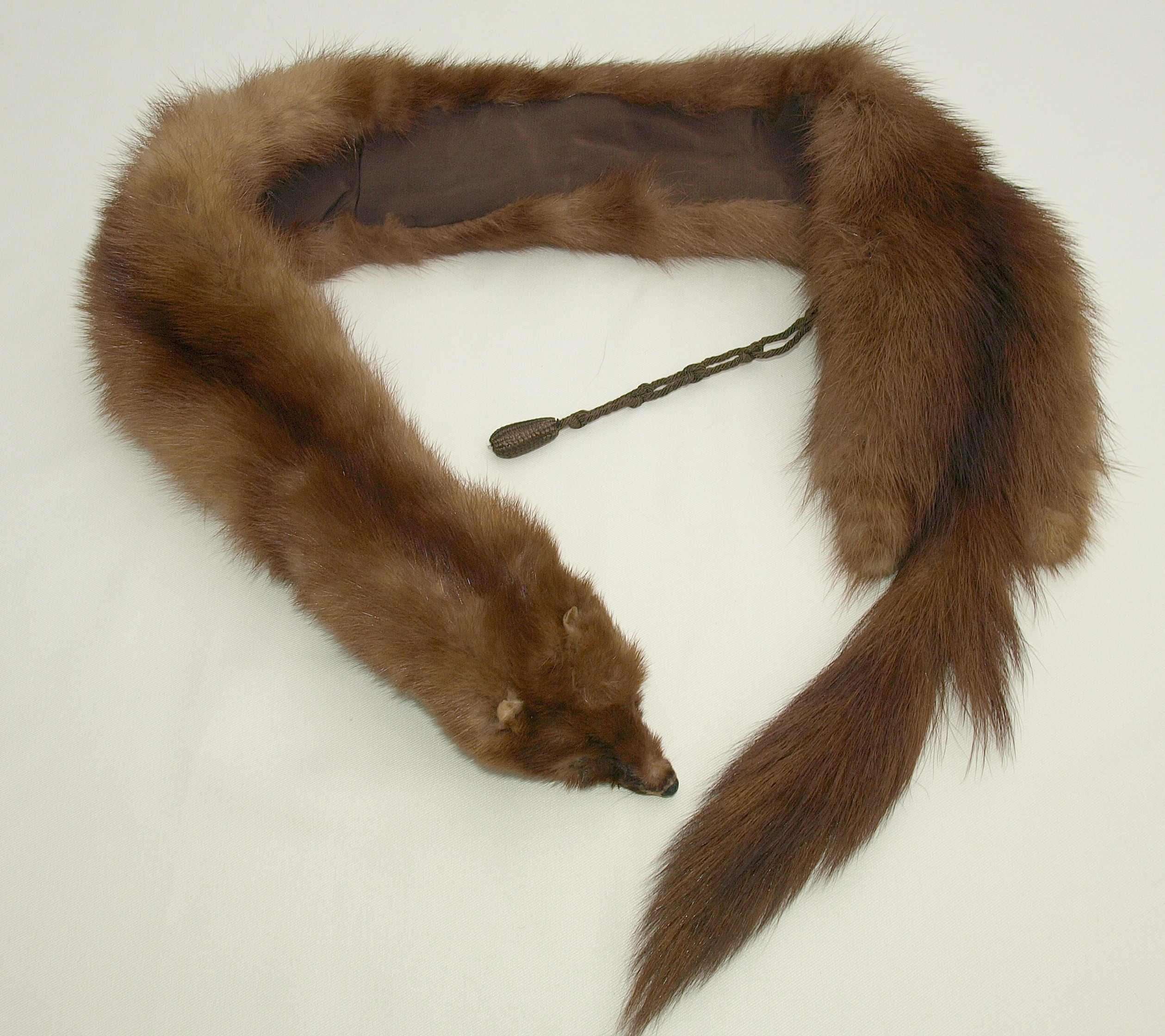
Kollier aus nerzgefärbtem Kolinskyfell (1. Hälfte 20. Jh.)

Kolinskyfelle kommen aus den Gegenden vom Ural bis zum Amur, Korea, der Mandschurei, teils aus Nordchina.
Die Jungtiere sind anfangs graublau, das erst dunklere, meist bräunliche Sommerfell des erwachsenen Tieres wird im Laufe des Sommers fahlgelb, die Fellfarbe im Winter ist rötlichgelb. Der Name Feuermarder leitet sich von dem leuchtenden, mitunter fast grellem, feurigem ockergelb ab. Stirn und Kopfseite, die Maske, sind braun, an Hals und Kehle befinden sich mitunter kleine weißliche Abzeichen, sonst meist gleichmäßig gefärbt. Die weiße Schnauze ist stets mit einem schwarzen Ring eingefasst. Die Fellseiten sind nur wenig blasser als die Oberseite. Die Fellstruktur ähnelt der des Hermelins, das Haar ist länger und gröber als bei den europäischen oder amerikanischen Nerzen, die Oberhaarlänge des Winterfells beträgt 30 bis 40 mm. Die Behaarung ist dicht, weich und mittellang, das gut entwickelte Unterhaar ist weich. Das langgestreckte Fell des Kolinsky hat eine Felllänge von etwa 31 bis 39 cm und ist etwas langhaariger als beim normalen Wiesel. Der Kopf ist schmal und spitz, die Gliedmaßen sind relativ kurz.
Der Haltbarkeitskoeffizient des Kolinskyfells beträgt 20 bis 30 Prozent. Bei einer Einteilung der Pelztiere in die Feinheitsklassen seidig, fein, mittelfein, gröber und hart wird das Kolinskyhaar und auch das Haar des chinesischen Wiesels als fein eingestuft, das Haar des Bergkolinskys und das des Solongois als mittelfein.
Charakteristisch ist der auffallende, wie beim Marder buschige, 13 bis 21 cm lange Schweif, der Nerzschweif ist dagegen flacher und schmaler. Die Felle kamen meist ohne die Schwänze in den Handel, die kräftigen seidigen Haare wurden zu Malerpinseln verarbeitet, die zumindest in England auch als Zobelfellpinsel in den Handel kamen. Das Entfernen der Schwänze vor dem Gerben geschieht, damit das Haar unter dem Gerbprozess nicht in Mitleidenschaft gezogen wird. Seit dem Ersatz durch Kunststoff werden nur noch wenige, hochwertige Kolinskyhaarpinsel für feine Arbeiten hergestellt. 1906 kostete ein Fell 30 bis 40 Pfennig, 1911 war der Preis auf 1,50 Mark hochgeschnellt, ohne Schweif war es 25 Pfennig billiger.
Provenienzen:
- Sibirien

Westsibirische gelten als die besten, die Differenz zu ostsibirischen Kolinsky ist jedoch gering. Die Unterschiede sind stark witterungsabhängig, das Wertverhältnis kann sich in manchen Jahren auch umkehren.
Der russische Standard unterscheidet Kusnezk, Tomsk, Barabinsk, Tobolsk, Jenniscisk, Lensk, Jakutsk, Amur, Sabajkal und Baschkirien.
Die besten Sorten sind Kusnezk, Tobolsk, Barabinsk und Tomsk.
Als weniger edel gelten Jakutsk, Amur, Sabajkal. Diese werden auch schmaler gespannt.
Ferner werden sie sortiert in Groß, Mittel, Klein. – I, II.
Die Rohfelle werden in Beutelform, mit dem Haar nach innen, angeliefert.
- Mandschurei (Nordöstliches China)

Norden (Amur): Nördliche Felle der Mandschurei sind groß, fein und sehr leicht im Leder. Sie sind ähnlich dem Amur-Kolinsky (Russland).
Mitte (Kirin): Kleine und helle Felle.
Süden (Mukden): Die sogenannten Mukdenkolinsky kommen aus dem Süden der Mandschurei, sie sind klein und dunkel, qualitativ schwächer und mehr dem chinesischen Wiesel ähnlich.
- China:

Die Anlieferung erfolgt meist aus dem Gebiet Shanghai-Kwan südwestlich der Mandschurei, nordöstlich Tientsin, allerdings in wenig bedeutender Menge.
Die Behaarung im Genick ist auffallend flach.
- Korea

Von hier kommen sehr große Felle; rötlich bis schwärzlich; schwerledrig. 1984 wurden auf einer Leningrader Auktion 12.360 rohe koreanische Kolinsky verkauft.
Die Felle wurden meist auf Zobel oder Nerz gefärbt, die Verwendung war wie bei Nerz (Bekleidungs-Großteile, Pelzinnenfutter und anderes).

## Solongoi, Newchwang Wiesel, zoologisch Altai-Wiesel

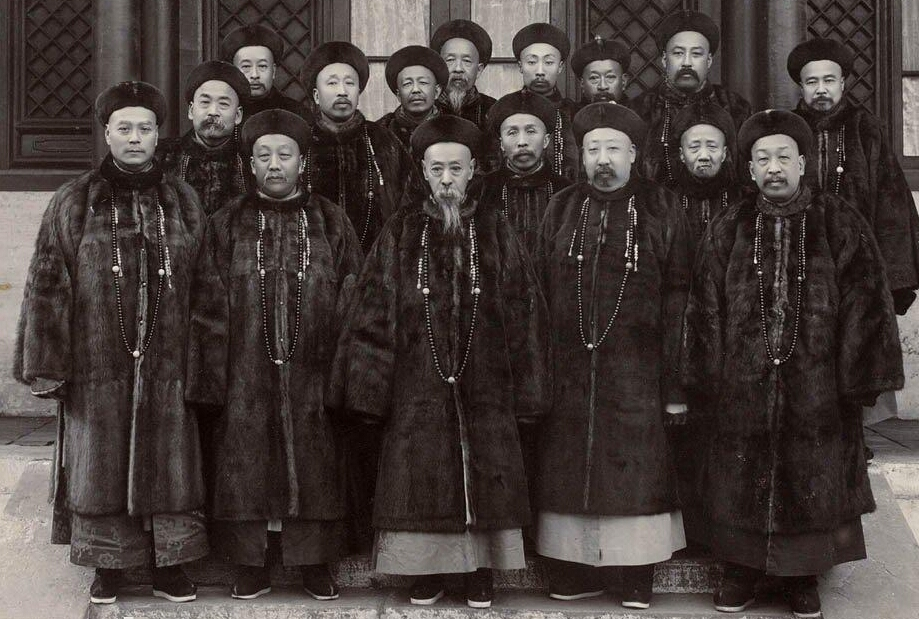
Chinesische Würdenträger mit Kolinskypelzen

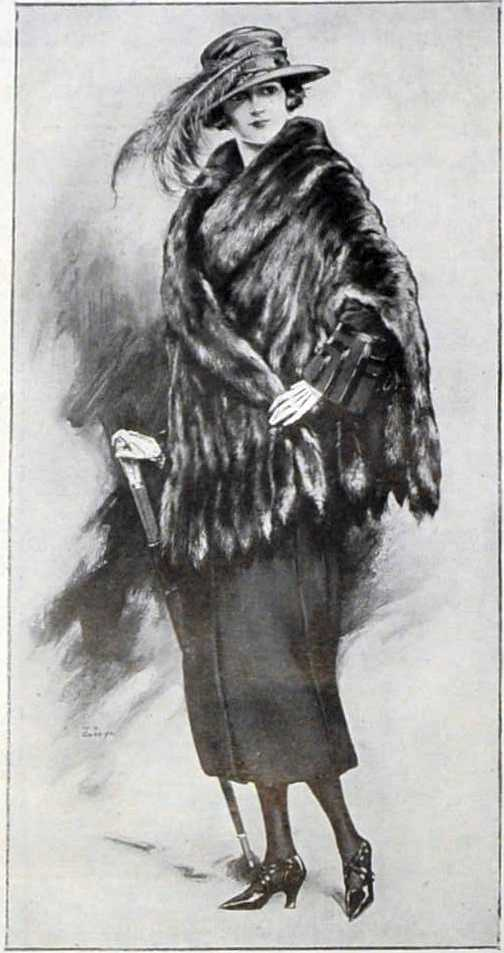
Kolinskycape (London 1921)

Weitere Namen sind Bergkolinsky, Steinkolinsky, Kolonok kamenni (die aus der Mandschurei stammenden Felle werden laut Emil Brass mit diesem Namen bezeichnet (1911)).
Als Solongoi, auch Berg- oder Steinkolinsky im Handel, ist das Fell des Altaiwiesels aus dem Altai- und Sajangebirge bis zur Mandschurei (Nordöstliches China). Das dichte, glänzende Haar ist mittellang; sandgelb mit bläulich-grauer Unterwolle. Es ist wesentlich flacher und gröber als beim Kolinsky. Die Haarstruktur entspricht etwa der des Chinesischen Wiesels, teils auch dem des russischen Sommerhermelins.
Die Felle weiblicher Tiere sind bis zu einem Drittel kleiner als männlicher Tiere. Die Rohfelle werden meist in Beutelform, Haar nach innen angeliefert, teils nach außen.
Das Fellsortiment entspricht dem des Kolinsky, er wird heute meist auch unter dieser Bezeichnung versteigert.
Die Verarbeitung ist ebenfalls wie der des Kolinsky, meist in braune Farbtöne eingefärbt (Nerz, Marder, Zobel). Vor 1930 wurde das Material von einem Pariser Modehaus stärker forciert, unter anderem für Mäntel, Jacken und Besätze.

## Chinesisches Wiesel, auch Compo Wiesel
Das Fell ist gelblich, teils bräunlichgelb, mitunter hellrötlich. Das seidige bis grobe Haar ist mittellang (etwa wie beim Nerz), gegenüber dem Kolinsky ist es flacher, gröber und mehr gelbbraun. Die Felle aus Süd-Kiangsi, Sichuan, Kweitschau bis Yunnan haben eine schwärzliche Schwanzspitze, nicht so ausgeprägt wie beim Hermelin. Die Felllänge beträgt etwa 40 cm, die Schwanzlänge etwa 10 bis 15 cm. Die Felle der Weibchen (females) sind teils erheblich kleiner als der Männchen, seidiger und entsprechend der Körpergröße kurzhaariger. Drei zugerichtete weibliche Felle erreichen die Größe zweier männlicher Felle (males).
Asiatische Wieselfelle wurden bis in die 1960er Jahre häufig als Chinesischer Nerz oder Japanischer Nerz gehandelt. 1965 erwog die Internationale Pelzhandelsvereinigung nach einem Vorpreschen des deutschen Pelzhandels, ihren Mitgliedsorganisationen zu empfehlen, künftig auf die Bezeichnung Chinesischer oder Japanischer Nerz, weil irreführend, zu verzichten und sie als Chinesische oder Japanische Wiesel zu bezeichnen. Die britische Pelzhandelsvereinigung wollte dies zunächst nicht akzeptieren, mit Wirkung ab 1. Januar 1966 wurde dann doch diese Empfehlung allgemein genehmigt.
Die Schweifhaare werden zu Malerpinseln verarbeitet.
Das Vorkommen ist China, insbesondere der Jangtsekiang-Raum.
Die Felle kommen in Beutelform in den innerasiatischen Handel, das Haar teils nach außen, teils nach innen, heute meist mit Schweif.
Provenienzen:
- Compos, Kompos, Compo, Kompero – auch als Tungchow im Handel

Sie sind seidig, die Farbe ist heller bis dunkler gelblich. Die beste Sorte kommt aus der Gegend zwischen Nanjing und etwa Anking, dem Unterlauf des Jangtsekiang, vorwiegend nördlich des Flusses.
Die feinsten stammen aus der Gegend von Wusih, dem Mündungsgebiet des Jangtsekiangs, zwischen Shanghai und Nanjing. Da nur sehr wenige Felle anfallen, werden sie jedoch in die Spitzenqualität der Compos einsortiert.
- Hankow (Mittel bis Unterlauf des Jangtsekiang)

Hankow, auch als Nanking-Ware im Handel, sind gröber; rötlich und schwächer in der Qualität.
Sie werden in größeren Mengen angeliefert.
Die männlichen Felle sind zu 60 bis 70 Prozent recht grob bis hart im Haar; die Farbe ist zu 60 Prozent dunkel, zu 40 Prozent hell; weibliche zu etwa 50 Prozent dunkel und 50 Prozent hell.
- Shantung (Gelbes Meer), auch Hoang-ho-Ware

Shantung sind meist 1,5 cm kürzer als die bisher genannten Arten, ein Teil der Ware soll jedoch besonders groß sein. Das Haar ist seidig; leicht rosa. Sie sind heller als andere Sorten. Die nördlichen Sorten, die etwas gröber sein sollen, werden auch in die Tientsin-Ware einsortiert.
- Amoy (Provinz Fujian)

Die Felle sind klein und spießig im Haar. Das Leder ist stärker, vor allem in der Kopfpartie, besonders bei der Nachfallware. Gelegentlich findet man sie auch in den Hankow-Sortimenten. Es sind jedoch nur wenig Amoy im Handel.
Der Welthandel übernimmt meist nur die besseren Provenienzen (Jangtsekiang). Diese werden oft nur als Rivers oder Shanghai-Wiesel bezeichnet, die allerbesten wurden Compo-Wiesel genannt.
Je südlicher die Herkunft, umso gröber und geringer ist die Qualität, besonders bei den männlichen Fellen. Vor allem nach der Zurichtung (Gerbung) fallen IIa-Sorten an, die nur schwer zu verwerten sind.
- Maße

Große Felle (males) 41 bis 51 cm, Durchschnitt (average) 46 cm
Kleine Felle (females) 30 cm und mehr, Durchschnitt (average) 36 cm
1958 wird vermerkt, dass die Längenangaben gegenüber früher gestiegen sind. Als Grund wird ein schmaleres, längeres Spannen vermutet.
- Rohwaren-Sortiment

Nach der Qualität enthalten Rohpartien meist:
I. Sorte 80 Prozent, II. Sorte 20 Prozent, mitunter beträgt das Verhältnis auch 90 : 10.
Nach der Größe (Verhältnis von males zu females):
60 : 40 (1958),
früher: Ex large, large 60 Prozent; medium, small je 20 Prozent.

## Japan-Wiesel
Der Fellrücken des Japan-Wiesels ist braun, die Unterseite ist deutlich heller, mehr rötlich. Der Kopf und die Pfoten sind noch dunkler als der Rücken. Die braune Gesichtsmaske ist deutlich erkennbar, die Oberlippen und die Kehle sind weiß. Die Felle sind durchschnittlich kleiner als die chinesischen Wiesel, aber viel seidiger. Felle weiblicher Tiere sind wesentlich kleiner als die der männlichen und viel feinhaariger.
Die Haare der deutlich kürzeren Schweife wurden ebenfalls zu, jedoch weniger hochwertigen, Malerpinseln verarbeitet.
Die Felle waren früher fälschlich als Japanischer Nerz (von Rauchwarenhändler Brass 1886 beim Erstimport so genannt) oder Itatsi, auch Itachi im Handel.
1929 wurde die Ausfuhr weiblicher Felle verboten, mit der Absicht, es auch nicht wieder zu gestatten. Zu der Zeit wurden jährlich etwa 350.000 bis 400.000 Wieselfelle exportiert. Der Hauptabnehmer war Amerika, wo sie nerzfarbig gefärbt als „solides und effektvolles“ Mantelmaterial sehr beliebt waren.

## Feuermarder aus Kaschmir und Tibet
Die Felle sind hellgesichtet. Sie sind offenbar nicht mehr im Handel.
Die gesamte Rohfell-Anlieferung der Feuermarder erfolgte in Beutelform, Haar innen, teils auch nach außen.

## Handel

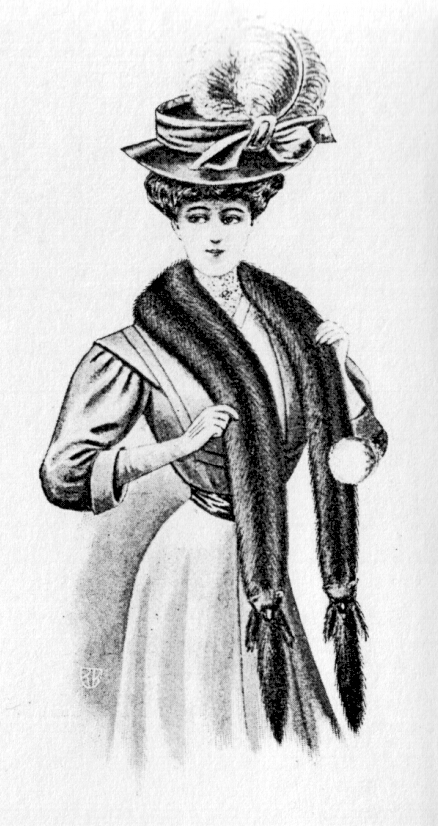
Pelzkollier, in Nerz für 150, in Kolinsky für 50 Mark inseriert (1907)

Je nach ihrer Herkunft werden die Felle unter verschiedenen Namen gehandelt. Der russische Rauchwaren-Standard kennt für Kolinskyfelle sowie auch für Solangoj zehn Provenienzen, und zwar
1. Kusneczk, 2. Tomsk, 3. Barabinsk, 4. Tobolsk, 5. Enisejsk, 6. Lensk, 7. Jakutsk, 8. Amur, 9. Sabajkal, 10. Bachkirien. Sie werden weiterhin in I. Sorte vollhaarig und II. Sorte halbhaarig, nach Größen und dem Grad der Beschädigung sortiert.
Der gesamte Handel zwischen Russland und China wurde um 1900 über Kjachta im Transbaikal abgewickelt. Auf dem dortigen Markt wurden um 1800 Bälge von „feuergelben Koloniki“ für 25 bis 27 Kopeken gehandelt. Normale Wieselbälge kosteten dagegen nur 2 bis 10 Kopeken.
1895 sagt ein Kürschnerfachbuch, dass der Kolinsky in Deutschland wie in anderen Ländern wenig verarbeitet wird. Man hatte sich wiederholt Mühe gegeben, das Fell hier einzuführen, doch trotz der Ähnlichkeit mit dem wertvollen Zobel bis dahin ohne Erfolg. In England wurde die Ware teilweise dunkler gefärbt, das Ergebnis war jedoch ohne jede Schattierung und Zeichnung, das Leder zudem auch nicht gerade sehr dauerhaft und so die Verwendung bei uns gleich Null zu nennen.
Das gelblichrote Oberhaar des Kolinskyfells lässt sich insbesondere in weniger seidigen Qualitäten (im Gegensatz zur Unterwolle) nur schlecht färben, starke Farbveränderungen machen das Haar oftmals zusätzlich spröde. Londoner und Leipziger Veredlern gelang es jedoch, das Fell schonend zobel- oder nerzähnlich einzufärben, was dem Verbrauch einen erheblichen Aufschwung gab (circa vor 1900). Heute sind die seidigsten Qualitäten dank moderner Veredlungsmethoden durchaus sehr ansprechend, dauerhaft und haben ein stabiles Leder.
Nach dem Ersten Weltkrieg wurde die Felle in großem Ausmaß, vor allem nach Nordamerika, exportiert. Dort wurden sie, zumeist nerz-, zobel- oder marderfarbig gefärbt, zu Kragen und Kolliers verarbeitet, aber auch zu Besätzen, Innenfuttern, Jacken und Mänteln.
Zusammen mit dem ähnlichen, aber teureren Nerz erfreute sich das Fell in den ersten Nachkriegsjahrzehnten einiger Beliebtheit. Die Mode der samtartigen Pelzveredlung, insbesondere des Nerzes, durch Rupfen oder Scheren führte zu einer erneuten Renaissance beginnend in den 1990er Jahren. Das Samtkolinskyfell ist nicht in gleichem Maß strapazierfähig wie der Samtnerz, dafür aber besonders leicht und preisgünstiger.

## Verarbeitung

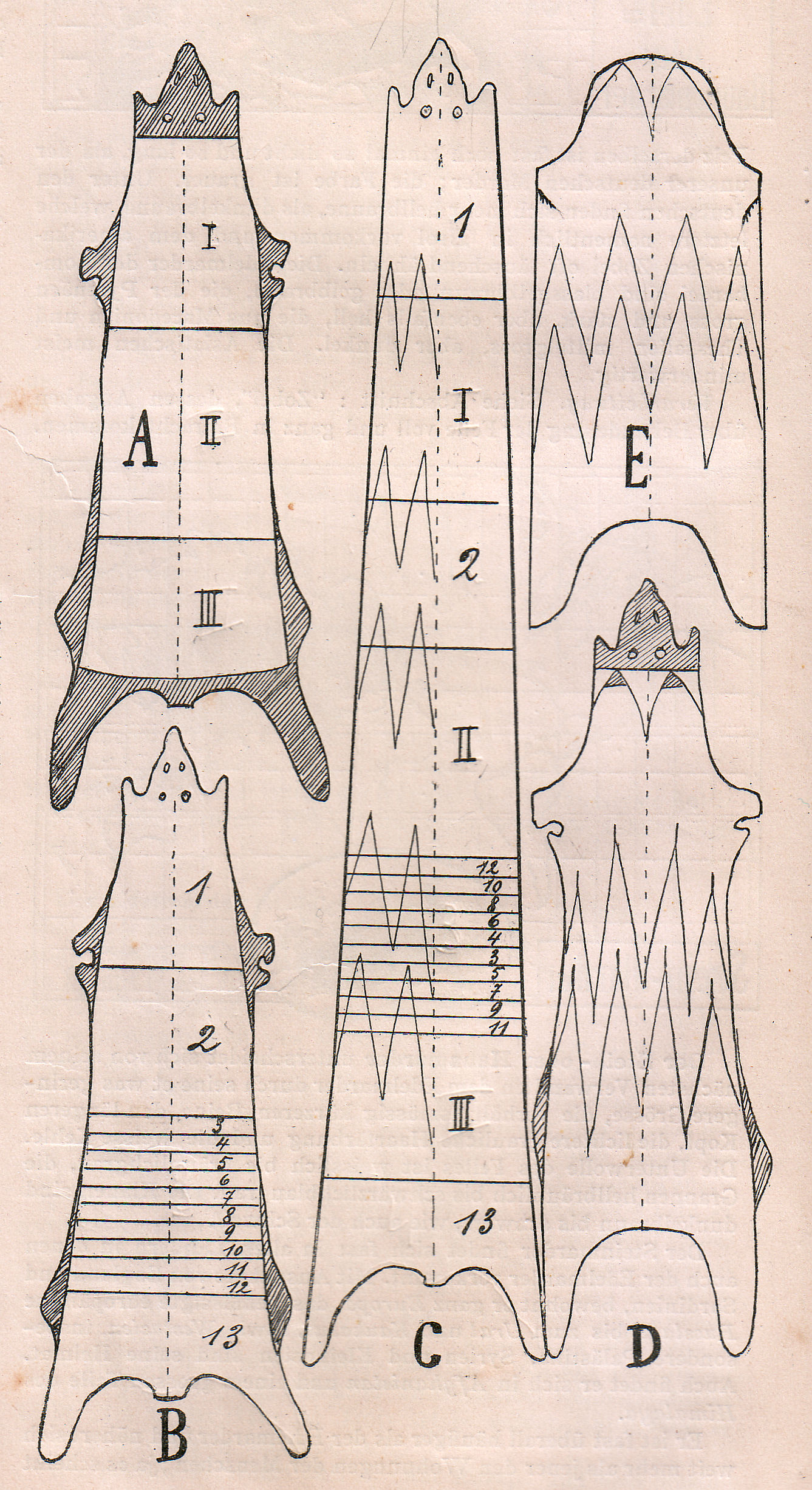
Skizzen zur Verarbeitung der Kolinskyfelle (1902)

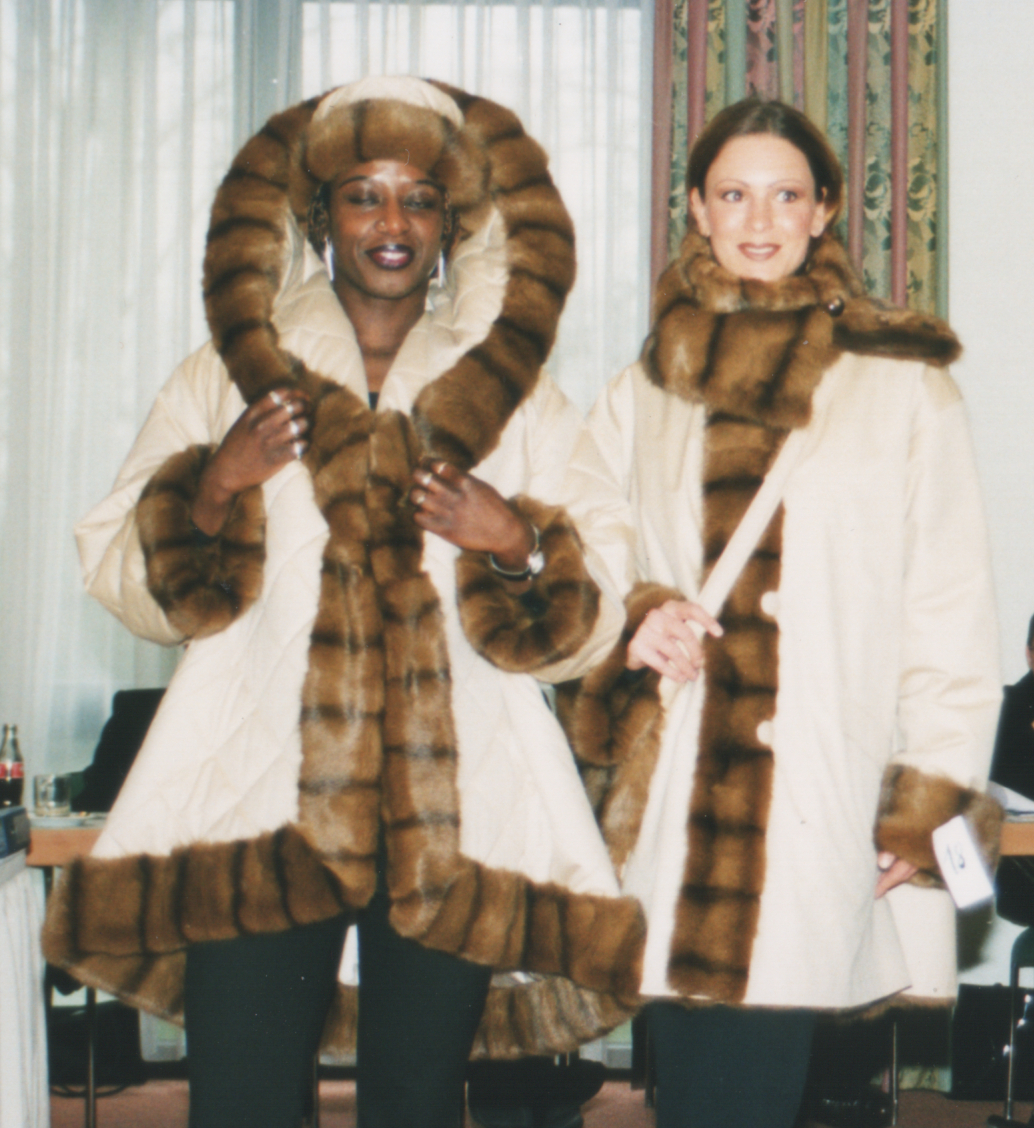
Gefärbte Kolinskyverbrämungen (Darmstadt, 1999)

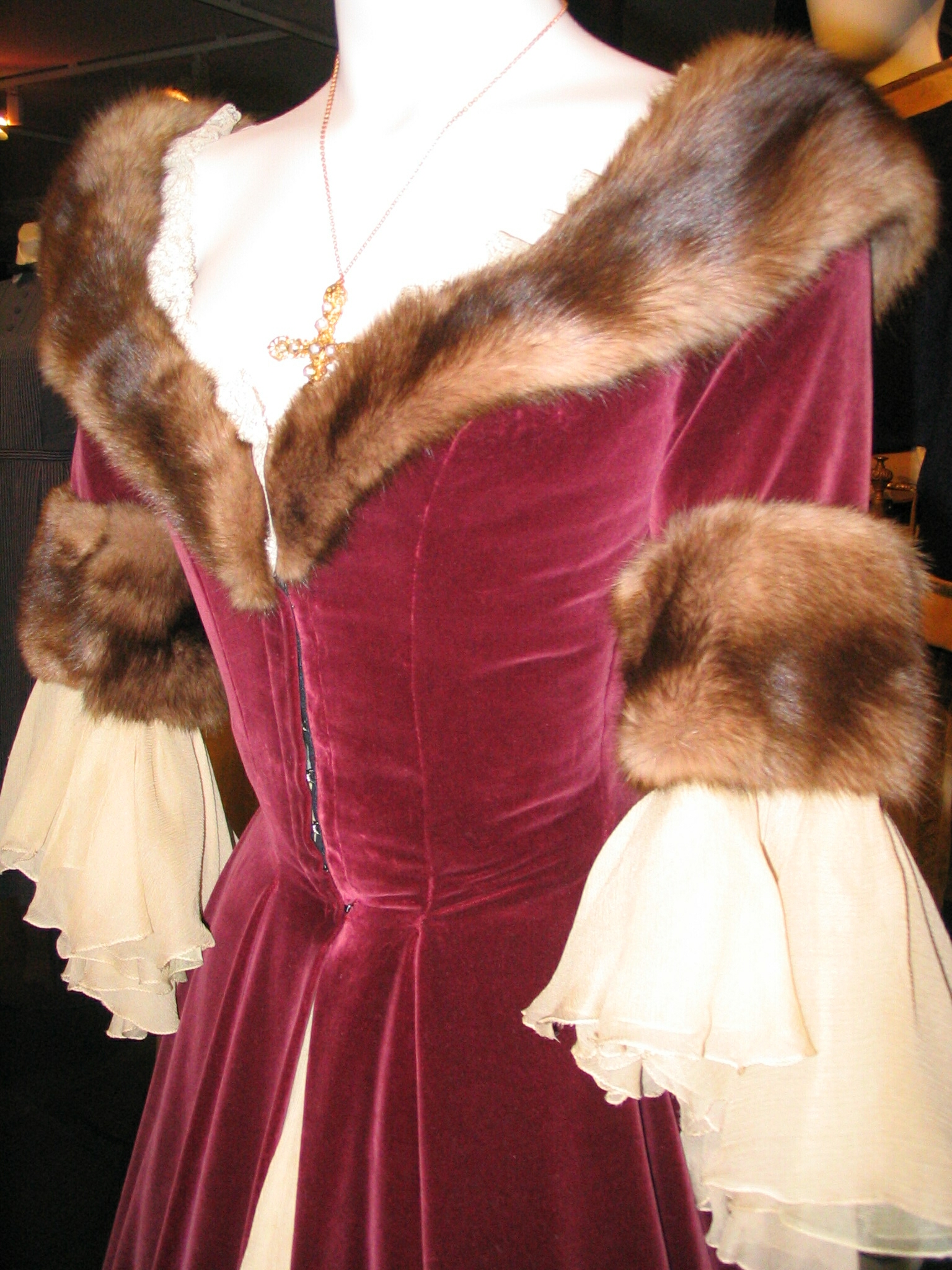
Gefärbter, Zobel imitierender Kolinskybesatz an einem Filmkostüm der Schauspielerin Romy Schneider (1959)

Über die Veredlung wurde 1895 ausgesagt, dass sie die gleiche ist wie für Marderfelle. Die Verarbeitung ist wegen der beim Kolinsky nicht vorhandenen Kehlflecken einfacher als beim Marder.
Die Felle kommen heute bereits gegerbt und zu Tafeln (ca. 60 × 120 cm) zusammengesetzt auf den Weltmarkt. Dazu werden die Felle in geraden Nähten in Bahnen nebeneinander und in drei, vier oder fünf Zeilen im Bogen übereinander genäht, wobei die Wölbung des Bogens immer zum Kopf hin zeigt. Die meist sehr flachen Seiten werden nicht mitverwendet. 1959 wurde für Kolinsky die Vorfertigung zu Halbfabrikaten noch als selten bezeichnet.
Derzeit werden die meisten Kolinskytafeln, der Mode entsprechend, gerupft und gefärbt als Samtkolinsky gehandelt. Kolinsky wird als Außenpelz, wegen des geringen Gewichts auch oft als Innenfutter, verarbeitet.
Der die Verarbeitung des gerupften Kolinskyfells abschließende Bügelprozess sollte, wie bei allen samtveredelten Pelzen, auch während des Gebrauchs von Zeit zu Zeit wiederholt werden, da das Unterhaar, insbesondere bei starker Feuchtigkeit, nach einiger Zeit an Standfestigkeit einbüßt.
Im Jahr 1965 wurde der Fellverbrauch für eine für einen Kolinskymantel ausreichende Felltafel mit 70 bis 80 Fellen angegeben (sogenanntes Mantel-„Body“). Zugrundegelegt wurde eine Tafel mit einer Länge von 112 Zentimetern und einer durchschnittlichen Breite von 150 Zentimetern und einem zusätzlichen Ärmelteil. Das entspricht etwa einem Fellmaterial für einen leicht ausgestellten Mantel der Konfektionsgröße 46 des Jahres 2014. Die Höchst- und Mindest-Fellzahlen können sich durch die unterschiedlichen Größen der Geschlechter der Tiere, die Altersstufen sowie deren Herkunft ergeben. Je nach Pelzart wirken sich die drei Faktoren unterschiedlich stark aus.

## Zahlen, Fakten
- 1890 wird das Gesamtaufkommen chinesischer und japanischer Wieselfelle auf ca. 15.000 beziffert, acht Jahre später bereits mit über einer halben Million.[12]
- Um 1910 wurde das Fellaufkommen für den Kolinsky auf jährlich 100.000 bis 150.000 Stück geschätzt, für das des Newchwang-Wiesels auf etwa 30.000.[12]
- 1925 betrug der russische Kolinsky-Export 344.077 Stück.[26]
1925 bietet der Rauchwarengroßhändler Jonni Wende nerzgefärbte Kolinsky für 11 bis 18 Reichsmark an.[27]
- 1939 in einem Bericht über Rauchwaren aus der Mandschurei: „Bei allen Sorten einer Kolonokpartie müssen Schwänze vorhanden sein, da diese einen gewissen Wert darstellen. 3 bis 3 % [sic!] dürfen fehlen. Sehr häufig nähen die Chinesen die fehlenden Schwänze einfach an, und zwar so geschickt, daß man nur mit Mühe feststellen kann, ob es sich um echte oder später angenähte handelt. Ebenso geschickt zupfen sie die Haare durch die Aasseite. Diese Haare werden ausschließlich für die Herstellung von chinesischen Schreibpinseln verwendet und bringen sehr hohe Preise. Die europäischen Rauchwarenfirmen pflegen die abgerissenen Schwänze an die Chinesen zu verkaufen, und zwar zu Man. Dollar -,15 pro Stück. Hieraus werden auch Schreibpinsel hergestellt.“[28]
- Vor 1944 betrug der Höchstpreis für gefärbte Kolinskyfelle:
groß 25,- RM; klein 18,- RM.[29]
- 1955 wurden die exportierten Mengen für Kolinskyfelle von der Sowjetunion mit 263.000,

1965 mit 105.000 angegeben.

## Anmerkung
1. ↑  Die angegebenen vergleichenden Werte (Koeffizienten) sind das Ergebnis vergleichender Prüfung durch Kürschner und Rauchwarenhändler in Bezug auf den Grad der offenbaren Abnutzung. Die Zahlen sind nicht eindeutig, zu den subjektiven Beobachtungen der Haltbarkeit in der Praxis kommen in jedem Einzelfall Beeinflussungen durch Gerbung und Veredlung sowie zahlreiche weitere Faktoren hinzu. Eine genauere Angabe könnte nur auf wissenschaftlicher Grundlage ermittelt werden. Die Einteilung erfolgte in Stufen von jeweils 10 Prozent. Die nach praktischer Erfahrung haltbarsten Fellarten wurden auf 100 Prozent gesetzt.